# Yahya Ayyash
Yahya Abd-al-Latif Ayyash (àrab: يحيى عياش, Yaḥyà ʿAyyāx), també conegut pel malnom de «L'enginyer» (Rafat, 22 de febrer de 1966 – Gaza, 5 de gener de 1996), fou el principal fabricant d'explosius de Hamàs.
Nascut a un poblet proper a Nablus en el si d'una família de pagesos, va destacar des de ben petit per la seva afició a les màquines i a la ràdio i per la seva capacitat per memoritzar l'Alcorà, que li feu guanyar un premi. Cursà la carrera d'enginyeria elèctrica a la universitat de Bir Zeit. S'afilià a Hamàs després que li fos denegat el permís per estudiar un màster a Jordània per part de les autoritats israelianes.
Els explosius d'Ayyash van permetre a aquesta organització realitzar atemptats massius amb membres suïcides. Els explosius eren fàcils d'elaborar perquè combinaven productes casolans, com l'acetona i detergent, en comptes de recórrer a altres substàncies més complexes d'adquirir com el trinitrotoluè. Ayyash va liderar les Brigades Izz ad-Din al-Qassam, organització paramilitar de Hamàs que proporcionava els candidats a portar les seves bombes en els atemptats suïcides. Es calcula que més de 90 persones van morir per ordres directes o bombes fabricades per ell. En una acció fallida a Ramat Ef'al, la policia va detenir tres sospitosos i als interrogatoris van revelar la identitat de "L'enginyer".
El Xin Bet va declarar que Ayyash era un objectiu prioritari i va iniciar la seva cerca però gràcies a les disfresses i aliats, sempre aconseguia escapolir-se'ls. Finalment va contactar amb Kamil Hamad, oncle d'Osāma Ḥamad, amic de la infantesa d'Ayyash. Kamil va acceptar col·laborar amb ells després de negociar una recompensa. Va entregar un telèfon mòbil al seu nebot carregat d'explosius, concretament ciclotrimetilentrinitramina. Quan Ayyash va demanar al seu amic el telèfon per parlar amb el seu pare, com feia sovint, els membres del Xin Bet el van fer detonar a distància i Yahya Ayyash va morir a l'acte. L'acció mai fou oficialment reconeguda pel govern d'Israel, que no fa declaracions sobre la política d'assassinats selectius però el membre del Xin Bet Carmi Gillon va explicar els fets en un documental.
Els funerals per Ayyash van ser massius, amb més de 100.000 palestins assistint als actes en el seu honor. Les brigades que havia dirigit van organitzar en represàlia quatre atemptats després del període oficial de quaranta dies de dol, afirmant en un comunicat que es consideraven "deixebles d'un màrtir". L'autoritat palestina donà el seu nom a diversos carrers a Jenin, Ramal·lah i Beit Lahia (on fou assassinat), fet que va provocar la protesta formal d'Israel per enaltiment del terrorisme que van secundar Estats Units i Canadà.